# قیطاس‌آباد
قیطاس‌آباد  روستایی از توابع بخش دینور شهرستان صحنه در استان کرمانشاه ایران است.
این روستا در طول جغرافیایی ۳۴۳۴۴۹N و عرض جغرافیایی ۴۷۲۸۱۸E و در نزدیکی جاده کرمانشاه-سنقر و همچنین در کرانه سمت چپ یکی از شاخه های رودخانه دینور  قرار دارد .
این روستا در همسایگی روستاهایی همچون چمه ، ینگیجه ، کُله جو (کوتاه جوی) ، مریم نگار و باباکمال میباشد .

## جمعیت
این روستا در دهستان دینور قرار دارد و براساس سرشماری مرکز آمار ایران در سال ۱۳۸۵، جمعیت آن ۲۶۶ نفر (۵۹ خانوار) بوده‌است.